# Vogue (canción)
«Vogue» es una canción interpretada por la cantante estadounidense Madonna, incluida en la banda sonora I'm Breathless. La compañía Sire Records la publicó el 20 de marzo de 1990 como el primer sencillo del álbum. Madonna y Shep Pettibone compusieron y produjeron la canción. Se convirtió en el mayor éxito internacional de Madonna en ese entonces, llegando al puesto número 1 de las principales listas de éxitos alrededor del mundo, incluyendo el Billboard Hot 100 en Estados Unidos. «Vogue» también fue incluida en el primer álbum de grandes éxitos de Madonna, The Immaculate Collection. Aparte de ganar 3 premios MTV Video Music Awards y llegando ser número 1 en más de 30 países.

## Información general

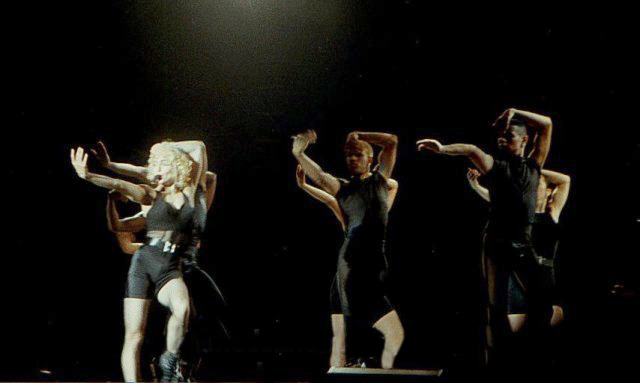
Madonna interpretando «Vogue» durante su gira Blond Ambition World Tour (1990).

Para publicar el último sencillo del álbum Like a Prayer, llamado «Keep It Together», Madonna y su productor Shep Pettibone decidieron componer una nueva canción que acompañaría al sencillo como lado B. De esta forma se compuso «Vogue», pero cuando los directivos de la discográfica Warner tuvieron la oportunidad de escuchar la canción se dieron cuenta de que era un perfecto hit potencial y que de ninguna manera podía fallar en los charts. Todos se pusieron de acuerdo para que «Vogue» se publicara como sencillo oficial y que además lo fuera como canción de presentación del nuevo álbum I'm Breathless, inspirado por la película Dick Tracy de la que Madonna era protagonista. Este álbum, ambientado en los años 1930 y marcadamente inspirado en el jazz y el cabaret, se salía de la música pop habitual de Madonna, y se calculó que «Vogue» ayudaría a promocionarlo con fuerza. En realidad, esta canción se sale del estilo general del disco. Finalmente «Vogue» se publicó como sencillo el 20 de marzo de 1990 en todo el mundo, excepto Australia donde continuaron con los planes iniciales y la incluyeron como lado B del sencillo «Keep It Together».
La canción cubrió las expectativas de todos los directivos y se convirtió en uno de los sencillos más vendidos de Madonna, alcanzando el puesto #1 en los principales charts de Estados Unidos, Europa, Asia y América Latina.
Madonna y Shep Pettibone se inspiraron en la película Paris is Burning, para conseguir un sencillo perfecto con un desatado ritmo y una alucinada letra-tributo a la época dorada de Hollywood, que incluye un rap que enumera a mitos como Greta Garbo, Marilyn Monroe, Marlene Dietrich, Marlon Brando, Lana Turner, Gene Kelly, Fred Astaire, Ginger Rogers, Jean Harlow, Rita Hayworth, Lauren Bacall, James Dean, Grace Kelly, Katharine Hepburn, Bette Davis y hasta el jugador de béisbol Joe DiMaggio, entre otros. Curiosamente, el nombre e imagen de varias de estas estrellas están protegidos, por lo cual Madonna ha de pagar un canon por mencionar dichos nombres cada vez que interpreta la canción. 
Junto con «Vogue» se difundió una nueva forma de bailar denominada vogueing. Este curioso baile tuvo su origen en las discotecas gays de Nueva York y se caracteriza por hacer poses con los brazos y manos como si se tratara de una sesión fotográfica. Debi Mazar, amiga de la cantante, fue quien le habló por primera vez acerca de este baile, y ella no tardó en incorporarlo a sus coreografías. Los primeros pasos de vogueing se pueden ver en la actuación que en 1989 hizo para los MTV Video Music Awards donde cantó "Express Yourself". Luego se convirtió en el baile oficial cada vez que Madonna interpretaba «Vogue» en vivo.
«Vogue» es una de las canciones que aparecen en el primer álbum grandes éxitos de Madonna: The Immaculate Collection. La canción también fue utilizada en la banda sonora de la película The Devil Wears Prada, junto a otro nuevo sencillo de Madonna, "Jump". A raíz del éxito de «Vogue», Madonna estrechó su colaboración con Shep Pettibone, que culminó en el álbum Erotica, de 1992.

## Video musical

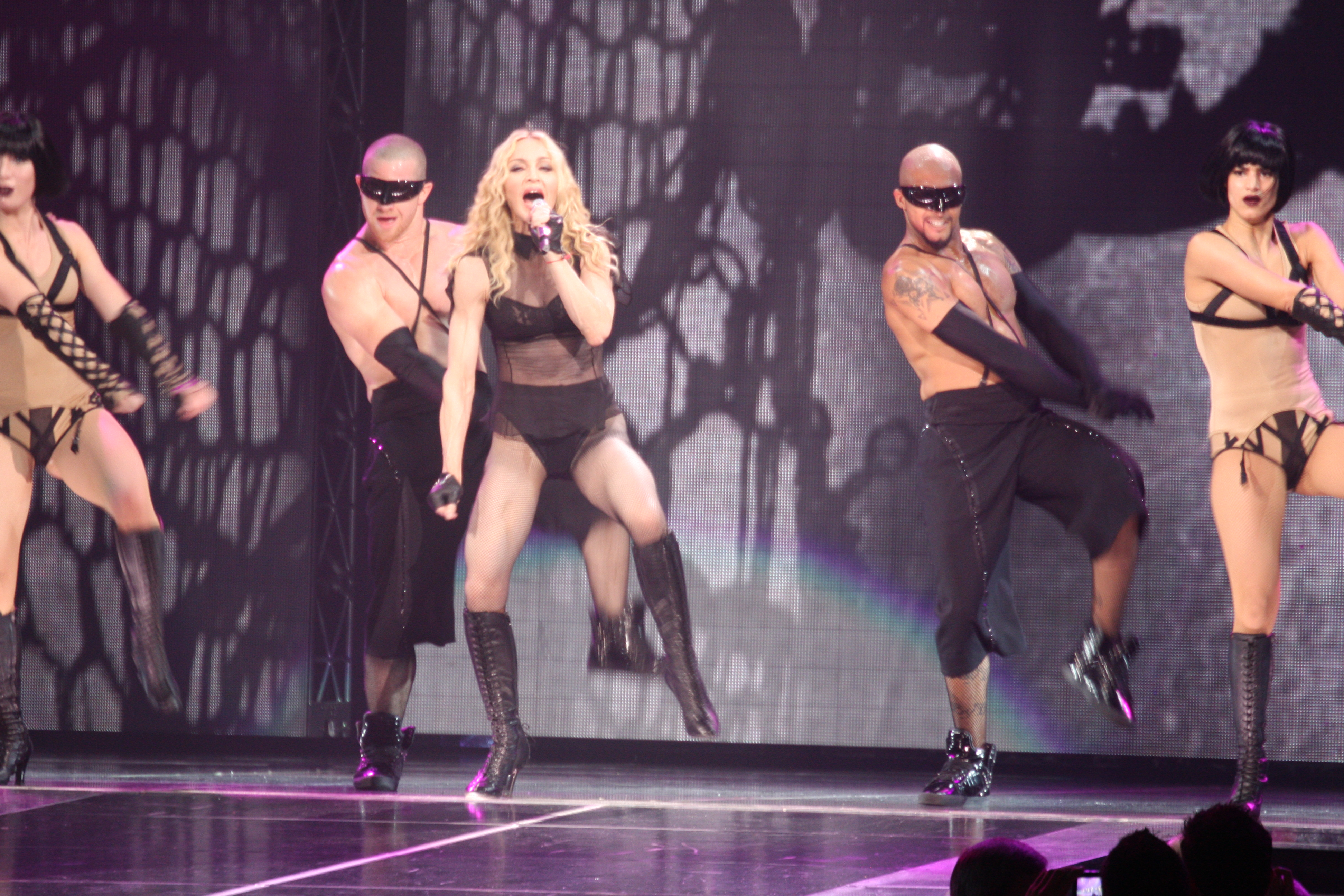
Madonna presentando el tema durante la gira de 2008 Sticky & Sweet Tour.

El video musical de «Vogue» fue dirigido por el luego famoso cineasta David Fincher y filmado en los Burbank Studios de Burbank, California el 10 y 11 de febrero de 1990. Este video es considerado como uno de los mejores videos de la cantante. En 1993, la revista Rolling Stone posicionó el video en el puesto #28 de los Mejores Videos de Todos los Tiempos. Este fue el tercer video de David Fincher con Madonna (anteriormente "Express Yourself" y "Oh Father"), y luego volvería a colaborar en el video de "Bad Girl". Filmado completamente en blanco y negro, el video recrea el look de los años 1930. Algunas de las escenas del video están inspiradas por los famosos trabajos fotográficos de Horst P. Horst, incluyendo el famoso Mujer con un corsé de espaldas. Como ya había hecho en el video musical de "Open Your Heart", Madonna vuelve a incluir las famosas pinturas de la artista Tamara de Lempicka, que se pueden ver al comienzo del video.
El video cuenta con la aparición de los siete bailarines que acompañarían a Madonna en la que sería su siguiente gira mundial, Blond Ambition Tour y las dos coristas habituales de Madonna, Nikki Haris y Donna DeLory. El video fue estrenado por MTV el 29 de marzo de 1990.
Existen dos versiones de este video, la versión regular que fue emitida por televisión y una versión extendida con tres minutos adicionales de duración.
El video suscitó una leve controversia por algunas escenas en las que Madonna viste una blusa de encaje que en ocasiones deja entrever sus senos y pezones. MTV quiso eliminar estas escenas, pero Madonna se opuso, logrando que el video se transmitiera sin modificación alguna.
En la serie de televisión Glee se imitó el video de «Vogue» en el episodio "The Power of Madonna", usando a Jane Lynch como la réplica de Madonna. La letra es modificada en algunas partes. En el video también aparecen estrellas de Glee como Chris Colfer, Amber Riley y Naya Rivera.

### Créditos del video
- Director: David Fincher
- Productor: Vicki Niles
- Director de Fotografía: Pascal Lebegue
- Editor: Jim Haygood
- Compañía Productora: Propaganda Films

## Versiones oficiales
- Album/Video Version - 4:50
- Single Versión - 4:23 (primera grabación, que se intentó publicar como lado B del sencillo "Keep It Together")
- 12" Version - 8:26
- Bette Davis Dub - 7:28
- Strike-A-Pose Dub - 7:36
- Q-Sound Remix - 5:18
- Shep's On The Fly Dub - 11:26 (sin publicación)

## Nombres de estrellas nombrados durante la canción

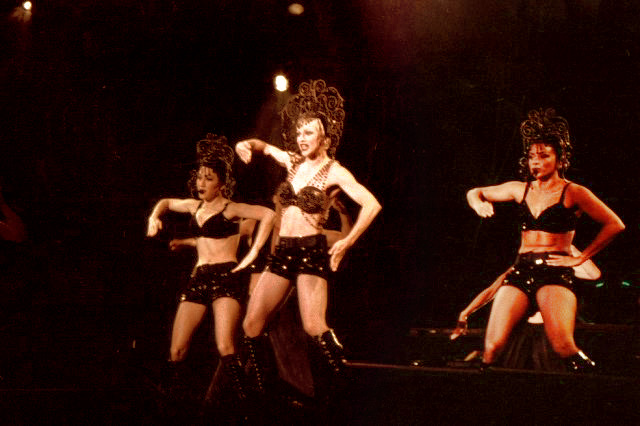
Madonna en la gira The Girlie Show World Tour, presentando el tema durante la sección Circus.

- Greta Garbo
- Marilyn Monroe
- Marlene Dietrich
- Joe DiMaggio
- Marlon Brando
- James Dean
- Grace Kelly
- Jean Harlow
- Gene Kelly
- Fred Astaire
- Ginger Rogers
- Rita Hayworth
- Lauren Bacall
- Katharine Hepburn
- Lana Turner
- Bette Davis

## Presentaciones

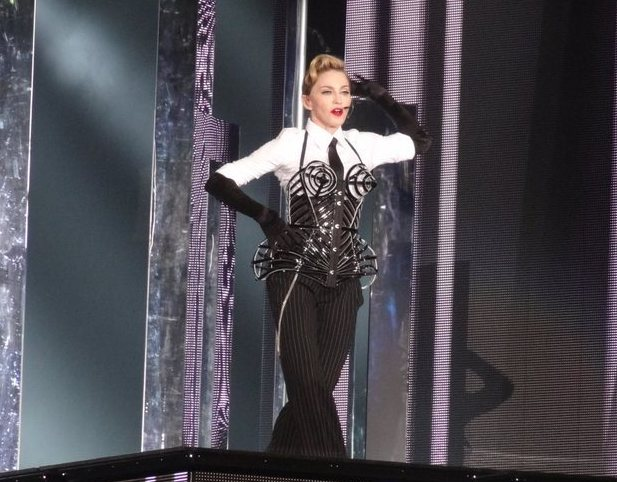
Madonna en Berlín, Alemania, durante la gira The MDNA Tour (2012), utilizando su mítico corsé de conos, en un nuevo modelo igualmente diseñado por Jean Paul Gaultier.

- En 1990, Madonna actuó en los MTV Video Music Awards haciendo una aclamada y al mismo tiempo polémica presentación de «Vogue». Madonna y sus bailarines aparecían vestidos al más puro estilo francés del siglo XVIII, con Madonna imitando el estilo de María Antonieta. La actuación resultó ser sexualmente provocativa, ya que la cantante tomó y acercó la cara de dos bailarines entre sus senos. También levantó su falda para exhibir su ropa interior. Esta actuación fue incluida en el compilado de videos de Madonna: The Immaculate Collection.

- Blond Ambition Tour (1990): «Vogue» fue una de las mejores actuaciones de la gira y, a pesar de que utilizó playback, la rutina de baile resultó espectacular con una de las mejores puestas en escena.

- Girlie Show Tour (1993): Durante la actuación, Madonna usó unos largos abalorios y la música fue mezclada con sonidos del medio oriente.

- Re-Invention Tour (2004): Madonna abrió los conciertos de la gira que necesitó hacer para limpiar su imagen con «Vogue», nuevamente usando un vestuario inspirado en el estilo del siglo XVIII, "reinventando" el diseño de la actuación de 1990. Esta versión fue incluida en el documental I'm Going to Tell You a Secret. En las pantallas se ve un video que muestra extractos de una exposición de arte que Madonna realizó con el fotógrafo Steven Klein llamada X-STaTIC PRO=CeSS.

- Sticky & Sweet Tour (2008): En esta actuación Madonna mezcla "4 Minutes" con «Vogue», vistiendo nuevamente en negro, "reinventado" la vestimenta de 1990, mientras sus bailarines se muestran vestidos con ropa de estilo sadomasoquista. Es la primera ocasión en la que interpreta esta canción totalmente en vivo con un micrófono de mano.

- Super Bowl XLVI (2012): Madonna inició su intervención del espectáculo de medio tiempo con «Vogue», con un vestuario inspirado en las culturas egipcia y romana, sentada en un trono dorado sobre un carro tirado por hombres y estandartes con una gran M grabada, acompañada de un show montado por el Cirque du Soleil.

- The MDNA Tour (2012): Vogue abre la tercera sección del show, realizando la misma versión del Super Bowl XLVI pero con vestuarios diseñados por Jean-Paul Gaultier que nos recuerdan a Express Yourself y el clásico sostén de conos del Blond Ambition Tour.

- Rebel Heart Tour (2015-2016): «Vogue» es interpretada brevemente en el primer segmento de esta gira; durante la presentación de «Holy Water», se añade una parte de este sencillo como un mashup.

## Posición en listas

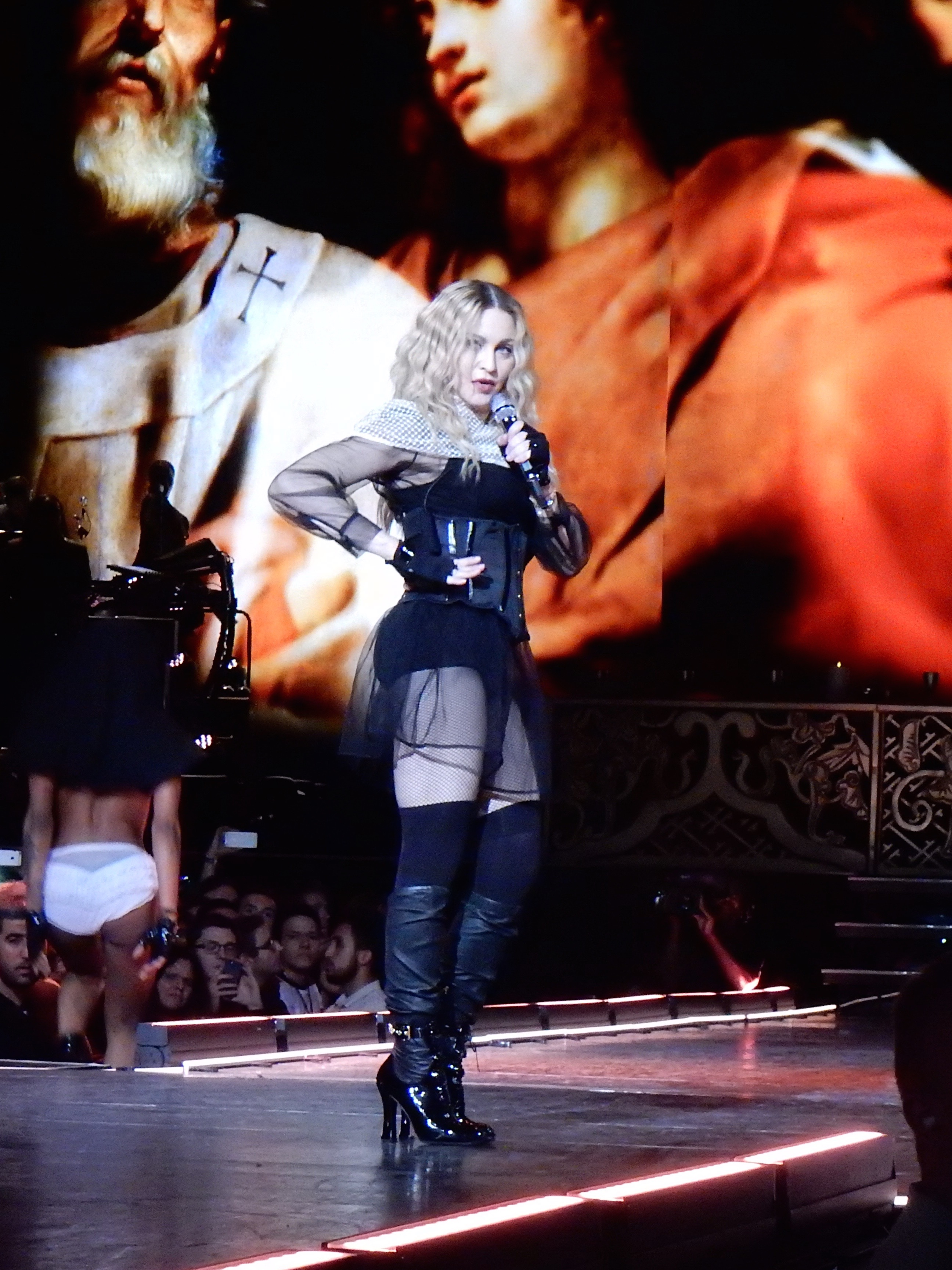
Madonna durante el mashup de «Holy Water» y «Vogue» en la gira Rebel Heart Tour (2015-16).

«Vogue» es un número uno en casi todas las listas de popularidad del mundo, repitiendo esa posición varias semanas. En cuanto a ventas mundiales «Vogue» es junto a «Like a Prayer», «Justify My Love», «Frozen», «Ray of Light» «Music», «Hung Up» y «4 Minutes», uno de los sencillos más vendidos de Madonna, alcanzando la cifra de 5 900 000 ejemplares en todo el mundo. Además Vogue quedó en la posición #5 de las 100 mejores canciones de los 90´s según VH1. En Reino Unido ha vendido 567,078 copias.

### Listas de popularidad
| Lista (1990)                                               | Mejor Posición |
| ---------------------------------------------------------- | -------------- |
| Alemania (Offizielle Deutsche Charts)                      | 4              |
| Australia (ARIA)                                           | 1              |
| Austria (Ö3 Austria Top 40)                                | 7              |
| Bélgica (Ultratop 50)                                      | 1              |
| Canadá (RPM Singles Chart)                                 | 1              |
| España (Top 100 Canciones)                                 | 1              |
| Estados Unidos (Billboard Hot 100)                         | 1              |
| Estados Unidos (Billboard Hot 100 Airplay)[cita requerida] | 1              |
| Estados Unidos (Hot Dance Club Songs)                      | 1              |
| Estados Unidos (Hot Dance Music/Maxi-Singles Sales)        | 1              |
| Unión Europea (European Hot 100)                           | 1              |
| Italia (FIMI)                                              | 1              |
| Irlanda (IRMA)                                             | 2              |
| Japón (Oricon)                                             | 1              |
| Noruega (VG-lista)                                         | 1              |
| Países Bajos (Dutch Top 40)                                | 2              |
| Reino Unido (UK Singles Chart)                             | 1              |
| Suecia (Sverigetopplistan)                                 | 1              |
| Suiza (Schweizer Hitparade)                                | 1              |